# Carole Péon
Carole Péon (Nizza, 4 novembre 1978) è una triatleta francese.

## Carriera
Ha vinto la medaglia d'argento ai Campionati europei di triathlon di Athlone del 2010.